# قمبار زولالوف
قمبار عبدول أوغلو زولالوف (بالأذرية: Qəmbər Zülalov) (1895، شوشا، محافظة إليزافيتبول - 1976 ، باكو) كان مطرب وممثل أذربيجاني، فنان مكرم في جمهورية أذربيجان الاشتراكية السوفيتية 1958.

## حياته ومشواره المهنية
ولد قمبار زولالوف في عام 1895 في شوشا. بدأ زولالوف حياته المهنية كمغني في عام 1917 في شوشا. في 1919 إنتقل إلي باكو وكان يؤدي أجزاء الأوبرا في بعض العروض الهواة.
بين 1926 - 1975 كان قمبار عازا منفردا في مسرح أكاديمية دولة أذربيجان للأوبرا والباليه. كان يؤدي هنا أجزاء من أوبرا «ليلى و مجنون (أوبرا)» و «أصلي وكرم (أوبرا)» و «كوروغلو (أوبرا)» لعزير حاجبايوف.
في 26 أبريل 1958 حصل على لقب شرف الفنان المكرم في جمهورية أذربيجان الاشتراكية السوفيتية على خدماته في تطوير فن الأوبرا.